# 1898 w filmie
Wydarzenia filmowe w 1898 roku.

## Wydarzenia
- 4 kwietnia – Francuz Auguste Baron otrzymał patent na aparat do produkcji filmów dźwiękowych (prędkość przesuwu taśmy w kamerze przeniesiona za pomocą prądu elektrycznego na gramofon, co umożliwiło synchronizację dźwięku i obrazu).
- 19 maja – nowojorska firma "Vitagraph" podjęła produkcję własnych filmów.
- Georges Méliès w przypadkowych okolicznościach odkrył podwójną ekspozycję (film zaciął się w kamerze).
- Bolesław Matuszewski wydał w Paryżu pierwszą w świecie pracę (broszurę) z zakresu teorii filmu pt. Une nouvel source de l'histoire.
- W Anglii powstał pierwszy film o charakterze wyraźnie antyklerykalnym, był nim film Mnisi w reżyserii Williama Paula[1].

## Urodzili się
- 22 stycznia – Siergiej Eisenstein, radziecki reżyser (zm. 1948)
- 11 marca – Dorothy Gish, amerykańska aktorka (zm. 1968)
- 13 maja – Fridrich Ermler, radziecki aktor, producent, scenarzysta i reżyser filmowy (zm. 1967)
- 23 czerwca – Lillian Hall-Davis, brytyjska aktorka filmowa (zm. 1933)
- 23 września – Jadwiga Smosarska, polska aktorka (zm. 1971)
- 3 października – Leo McCarey, amerykański reżyser, scenarzysta i producent (zm. 1969)
- 8 listopada – Marie Prevost, amerykańska aktorka kanadyjskiego pochodzenia (zm. 1937)
- Hilda Hayward – pierwsza znana nowozelandzka operatorka filmowa (zm. 1970)